# Pukkisaari (ö i Norra Karelen, Pielisen Karjala, lat 63,45, long 29,33)
Pukkisaari är en ö i Finland. Den ligger i sjön Pielisjärvi och i sjön Pielisjärvi och i kommunen Nurmes i den ekonomiska regionen  Pielinen-Karelen  och landskapet Norra Karelen, i den centrala delen av landet, 400 km nordost om huvudstaden Helsingfors. Öns area är 9,1 hektar och dess största längd är 0,5 kilometer i öst-västlig riktning.